# Fédéralisme asymétrique
 (février 2021).
Si vous disposez d'ouvrages ou d'articles de référence ou si vous connaissez des sites web de qualité traitant du thème abordé ici, merci de compléter l'article en donnant les références utiles à sa vérifiabilité et en les liant à la section « Notes et références ».
Le fédéralisme asymétrique est un mode d'organisation de l'État fédéral selon lequel les institutions ne sont pas les mêmes dans les différentes collectivités politiques qui composent cet État. Les compétences qui sont reconnues à chacune d’elles ne sont pas identiques. Les moyens financiers varient en fonction des choix qui sont pratiqués dans les collectivités fédérées et accrédités par la collectivité fédérale.
Le fédéralisme asymétrique est un fédéralisme « à la carte » où les collectivités égales ne se ressemblent pas en tous points.

## Belgique
En Belgique, l'asymétrie institutionnelle se traduit par une différence dans l’exercice des compétences octroyées aux entités fédérées (en l’occurrence les trois communautés linguistiques et les trois régions administratives) en fonction que l'on soit au nord du pays (en Flandre) ou au sud (en Wallonie). En effet, le pays compte trois langues nationales (l'allemand, le français et le néerlandais) mais la répartition des communautés linguistiques afférentes ne correspond pas au découpage des régions administratives.
- Au nord du pays, en Flandre, la région de langue néerlandaise coïncide avec la région administrative flamande : le gouvernement flamand exerce dès lors le pouvoir exécutif tant sur les compétences de la communauté flamande (néerlandophone) et de la région flamande. Le pouvoir législatif est exercé de la même manière par le parlement flamand.
- A contrario, au sud, en Wallonie, le gouvernement wallon exerce le pouvoir exécutif de la région wallonne (et le parlement wallon en exerce le pouvoir législatif) mais viennent s'y ajouter deux gouvernements et parlements communautaires distincts qui n'existent pas coté flamand : 
  - Pour la région de langue allemande de Belgique : le gouvernement de la Communauté germanophone de Belgique et le parlement de la Communauté germanophone de Belgique.
  - Pour la région de langue française de Belgique : le gouvernement de la Communauté française de Belgique et le parlement de la communauté française de Belgique.

A cela viennent s'ajouter les institutions bruxelloises, la troisième région administrative du pays, la région de Bruxelles-Capitale, étant officiellement bilingue (français / néerlandais) et formant dès lors la quatrième région linguistique : la région bilingue de Bruxelles-Capitale.
Ce système fut mis en place à partir de a deuxième réforme de l’État belge au début des années 1980.
En novembre 2010, dans un article publié dans la Revue générale, le sénateur belge Francis Delpérée a suggéré d'approfondir le fédéralisme asymétrique en Belgique.

## Canada
Le Canada est composé de dix provinces et trois territoires. La répartition des pouvoirs entre les instances fédérales et les instances provinciales est déterminée par les articles 91 et 92 de la Loi constitutionnelle de 1867 ; elle est restée inchangée à l'adoption de la Loi constitutionnelle de 1982. Selon la Constitution du Canada, toutes les provinces sont sur un pied d'égalité, et les mêmes pouvoirs sont conférés également aux dix provinces.
Cependant, le courant nationaliste a amené les différents gouvernements québécois, au fil de l'histoire, à élargir le champ d'intervention de l'État provincial d'une manière inconnue dans les autres provinces. Dans la mesure où la Constitution ne l'interdit pas, ces sphères d'activité ont été prises en charge par les instances provinciales, soit de façon unilatérale, ou le plus souvent à l'issue de négociations politiques ou d'ententes administratives avec les instances fédérales.
- On peut penser par exemple à l'instauration d'un impôt provincial sur le revenu par Maurice Duplessis en 1954, le Québec devenant ainsi la seule province au Canada dont les citoyens doivent produire deux déclarations de revenus, soit une provinciale et une fédérale. (Cette double imposition est reconnue et ses effets atténués par un abattement accordé sur l'impôt fédéral.)
- On peut aussi citer le cas du Régime de rentes du Québec, créé en 1965 parallèlement au Régime de pensions du Canada. Ainsi, les Québécois sont les seuls Canadiens à ne pas cotiser à ce deuxième régime et à avoir leur propre régime provincial.
- On peut également citer diverses ententes administratives conclues entre le Canada et le Québec, par lesquelles le Québec peut fixer certaines règles et formalités qui lui sont propres, notamment en matière d'immigration, de formation de la main-d'œuvre et de santé.
- La politique internationale du Québec, fondée sur la doctrine Gérin-Lajoie édictant le principe du « prolongement international des compétences internes du Québec», rend également les instruments politiques québécois particuliers aux autres provinces canadiennes.

Du point de vue du Canada anglais, la notion de fédéralisme asymétrique se heurte généralement à une fin de non-recevoir, la vision canadienne exprimée par la majorité des intervenants politiques et des médias du reste du pays étant que toutes les provinces sont égales politiquement et doivent le rester. Ainsi, au-delà de l'évolution politique et administrative décrite ci-dessus, des démarches plus audacieuses visant à instaurer un fédéralisme asymétrique officiel en l'inscrivant dans la Constitution ont échoué (voir Accord du lac Meech et Accord de Charlottetown). Plus récemment, le gouvernement conservateur de Stephen Harper a fait adopter en 2006 une motion au Parlement fédéral reconnaissant le Québec comme une « nation », ce qui n'a toutefois qu'une valeur symbolique et non constitutionnelle, aucune incidence concrète de cette motion sur les pouvoirs du Québec n'ayant été observée jusqu'ici (voir l'article Motion sur la nation québécoise).
Officiellement, le terme « fédéralisme asymétrique » n'a été utilisé pour la première fois qu'en 2004 dans une entente fédérale-provinciale sur la santé signée par Stephen Harper et Jean Charest, ce que ce dernier a présenté comme une percée.

## Russie

### Fédération russe
La fédération de Russie est parfois qualifiée de « fédération asymétrique » en raison du niveau de décentralisation inégal entre les différents sujets fédéraux, qui conduit par exemple une république russe à disposer de plus de compétences propres qu'un oblast. Cette différenciation provoque des tensions entre les sujets fédéraux dont certains cherchent à gagner en autonomie.

### Territoires occupés
Dmitri Kozak est un responsable russe nommé par Vladimir Poutine à la tête de la « politique de voisinage » de la Russie, qui consiste principalement en l'entretien des conflits séparatistes en Ukraine, mais aussi en Géorgie (régions séparatistes d'Ossétie du Sud et d'Abkhazie) et en Moldavie (Transnistrie). Dans le cas du conflit séparatiste en Moldavie, il théorise via le « mémorandum Kozak » une doctrine géopolitique visant à conserver le contrôle russe sur le pays en imposant une « fédération asymétrique » à la Moldavie, officiellement proposée en 2003 comme solution de règlement au conflit, mais largement rejetée. Cette organisation de l'État permettrait à la Transnistrie d'avoir un droit de veto sur les décisions prises par le pouvoir central de Chișinău.